# ستيفاني شافر
ستيفاني شافر (بالإنجليزية: Stephanie Shaver)‏ (1975)؛ كاتِبة وروائية أمريكية.